# Sinagoga Beit Chasidim di Leopoli
La sinagoga Beit Chasidim di Leopoli (o sinagoga grande cassidica di Leopoli), oggi scomparsa, era una delle principali sinagoghe di Leopoli in Galizia (oggi Ucraina). Costruita nel 1883 e danneggiata in un pogrom nel 1918, fu distrutta dai nazisti nel 1941.

## Storia e descrizione
A Leopoli, crocevia di popoli e religioni come indicato anche dai suoi nomi nelle varie lingue delle sue diverse etnie (Lviv, Lvov, Lemberg, Львів, Львов, Leopolis), si sviluppò sin dal XVI secolo una delle maggiori comunità ebraiche d'Europa attorno alla sinagoga della Rosa d'Oro di Leopoli nel centro cittadino e alla sinagoga grande periferica di Leopoli nel quartiere suburbano di Cracovia.
Lo sviluppo del movimento cassidico alla fine del Settecento spostò gli equilibri tradizionali. Nel 1791 la comunità cassidica costruì una propria sinagoga in legno. Nel 1883 la sinagoga fu sostituita da un edificio in muratura, opera dell'architetto Kaliksta Kryzhanovsky. Nel 1904 l'edificio fu ristrutturato su progetto di Arthur Shleyena e Mavrytsyya Zylbershtayna.
Nel novembre 1918 durante l'occupazione della città da parte delle truppe polacche, ci furono dei moti antiebraici e la sinagoga fu data alle fiamme e seriamente danneggiata. Le uniche foto che ne abbiamo si riferiscono ai giorni successivi a questo evento, con ancora evidenti i segni dell'incendio. Nel 1919 la sinagoga fu restaurata su progetto di Henryk Orleans.
Prima della seconda guerra mondiale esistevano a Leopoli decine di sinagoghe al servizio di una comunità locale di oltre 100.000 abitanti, un terzo dell'intera popolazione della città. Con lo scoppio della seconda guerra mondiale il numero raddoppiò nel 1939-40 con l'arrivo di 100.000 rifugiati dalla Polonia occupata.
L'invasione tedesca nel 1941 portò con sé la distruzione delle sinagoghe e lo sterminio dell'intera popolazione ebraica, di cui solo poche decine di persone sopravvissero.
Anche la sinagoga Beit Chasidim fu saccheggiata e completamente demolita. Di essa, oggi, non resta alcuna traccia in loco.